# Borbjerg Møllesø
Borbjerg Møllesø er beliggende ved Borbjerg 11 km nordøst for Holstebro i Vestjylland.

## Natursti
Rundt om søen er der en natursti, der fører til bl.a. nåletræer, bøgetræer, rørskov og vådområder.

## Dyrelivet
I og omkring søen er der et meget rigt dyreliv.
I søen er fisk som skalle, aborre, brasen og hundestejle almindelige, og der er også fundet ål i søen.
I skoven omkring søen er dyrelivet repræsenteret i området med mosegrise som de almindeligste, men der er også ilder, mår og vildtlevende mink. Ligeledes er et så sjældent dyr som odder set et par gange. Af større pattedyr findes en del ræve, og grævlingen er også set. Man kan også være heldig at se et par rådyr.
For den fugleinteresserede er området fantastisk. Stort set alle rørskovens fugle er at finde i området med rørskov og kratbevoksning. I tiden omkring Skt. Hans kan man være heldig at se og/eller høre nattergale. I 1989 observerede man også pungmejsen i området. Ved søen og dalen mod syd holder gøgen til.
I søen findes både ænder og svaner, og ved søens bred ses fiskehejren ofte sammen med både rør- og blishøns og lappedykkere, der alle yngler omkring rørskoven.